# Wyżnia Miedziana Przełączka
Wyżnia Miedziana Przełączka (słow. Medená štrbina) – przełęcz w północnej grani Łomnicy, będącej odcinkiem długiej bocznej grani Wyżniego Baraniego Zwornika w słowackiej części Tatr Wysokich. Siodło jest zbudowane w nietypowy sposób – stanowi punkt styku południowej ostrogi Miedzianego Muru, należącego już do Grani Wideł, z taflą szczytową północnej ściany Łomnicy, która jest do niej prostopadła.
Od zachodu stoki opadają z Wyżniej Miedzianej Przełączki do Miedzianej Kotliny, od wschodu – do Cmentarzyska, górnych partii Doliny Łomnickiej. Przełęcz jest wyłączona z ruchu turystycznego. Najdogodniejsza droga dla taterników prowadzi na nią z wierzchołka Łomnicy. Przez siodło nie prowadzą popularne drogi łączące sąsiednie doliny, można tędy natomiast dostać się na Łomnicę i Widły. Na Wyżnią Miedzianą Przełączkę wiodą trasy z Przełączki pod Łomnicą trawersujące kopułę szczytową Łomnicy, a także z położonych poniżej dolin.
Dawniej Wyżnią Miedzianą Przełączkę nazywano po prostu Miedzianą Przełączką.
Pierwsze znane wejścia:
- letnie – Karol Englisch, 17 sierpnia 1903 r.,
- zimowe – Gerhardt Haffner, Alfred Schmidt i przewodnik Matthias Nitsch, 20 kwietnia 1935 r.[1]